# 水子貝塚
座標: 北緯35度50分43.8秒 東経139度33分40.3秒 / 北緯35.845500度 東経139.561194度

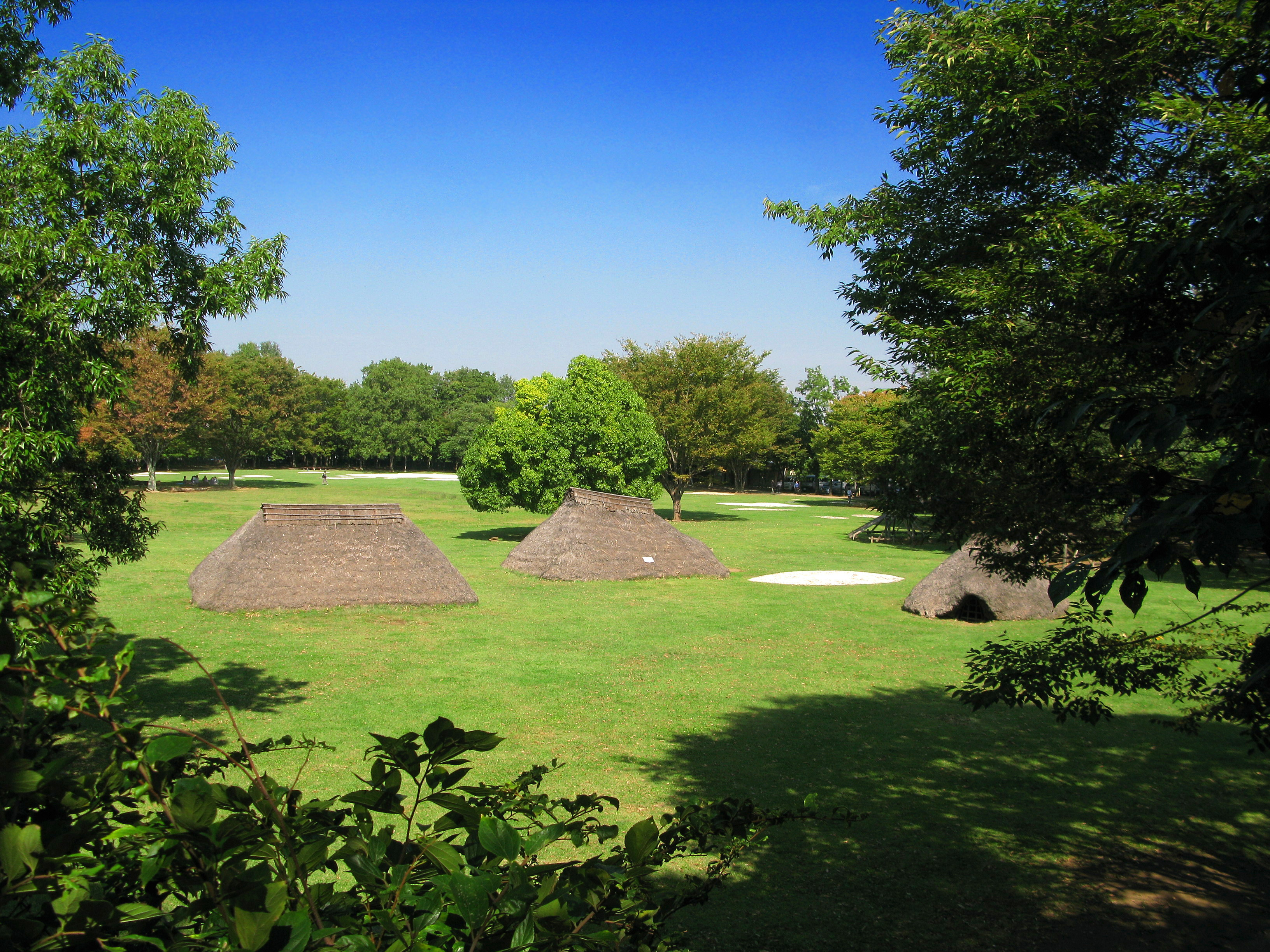
水子貝塚公園（2012年10月）

水子貝塚（みずこかいづか）は、埼玉県富士見市にある貝塚および環状集落の遺跡。国の史跡に指定されており、水子貝塚公園として整備されている。

## 概要
武蔵野台地の新河岸川沿いの縁に位置する縄文時代前期（約5500～6000年前）の遺跡である。1894年（明治27年）10月25日に阿部正功によって発見され、1917年（大正6年）の安部立郎による報告、1937年（昭和12年）の酒詰仲男による再発見、および和田誠一等による数回の調査の後、「学術上価値が高く状態が良好」として1969年（昭和44年）9月9日に国の史跡に指定された。出土した土器の一部は江坂輝弥によって「水子式土器」と提唱された。

## 水子貝塚公園
大規模な環状の貝塚と集落跡があり、これを再現する形で全体が整備された歴史公園で、「縄文ふれあい広場 水子貝塚公園」として1994年（平成6年）に開園した。園内には地表に白い陶片を用いて貝塚の規模や分布がわかるように表示されており、中央に大きな芝生広場を設け、5棟の竪穴建物が復元されている。一部は内部が公開されており、そこに縄文人の生活の様子が展示されている。公園周囲には全長582メートルの遊歩道と、発掘調査で出土した植物の種などを基にして「縄文の森」を復元した。園内南側に木製の展望台があり、再現された「縄文の村」の様子を一望できる。また、園内の一角に水子貝塚から出土した土器などの考古資料を展示した展示館と、富士見市内のその他の遺跡から出土した考古資料を収めた資料館が設けられている。秋には園内で「縄文の森コンサート」と称したコンサートも催される。
平成7年（1995年）度手づくり郷土賞（歴史・文化部門）受賞。

## アクセス
- 東武東上線みずほ台駅から徒歩約15分程度（1.2キロメートル）[1]